# Phanaeus quadridens
Phanaeus quadridens är en skalbaggsart som beskrevs av Thomas Say 1835. Phanaeus quadridens ingår i släktet Phanaeus och familjen bladhorningar. Utöver nominatformen finns också underarten P. q. borealis.